# Peter Foster
Peter Foster, född den 27 juli 1960, är en australisk kanotist.
Han tog OS-brons i K-2 1000 meter i samband med de olympiska kanottävlingarna 1988 i Seoul.